# Corpuscolo di Ruffini
I corpuscoli di Ruffini sono meccanocettori ad adattamento lento (perciò continuano ad inviare impulsi per tutto il tempo in cui sono stimolati), localizzati negli strati più profondi del tessuto sottocutaneo. Più precisamente questi meccanorecettori si trovano all'interfaccia tra le papille dermiche ed il sottocute. Devono il nome al loro scopritore, il medico italiano, docente di istologia, Angelo Ruffini.

## Struttura
I corpuscoli di Ruffini sono terminazioni nervose dendritiche altamente differenziate, composte da un numero variabile di cilindri, ognuno dei quali è costituito da una terminazione nervosa afferente, del diametro di 3-4 micrometri. Queste terminazioni sono 
allargate e arborizzate in modo complesso, circondate da cellule di Schwann e dotate di una capsula allungata.

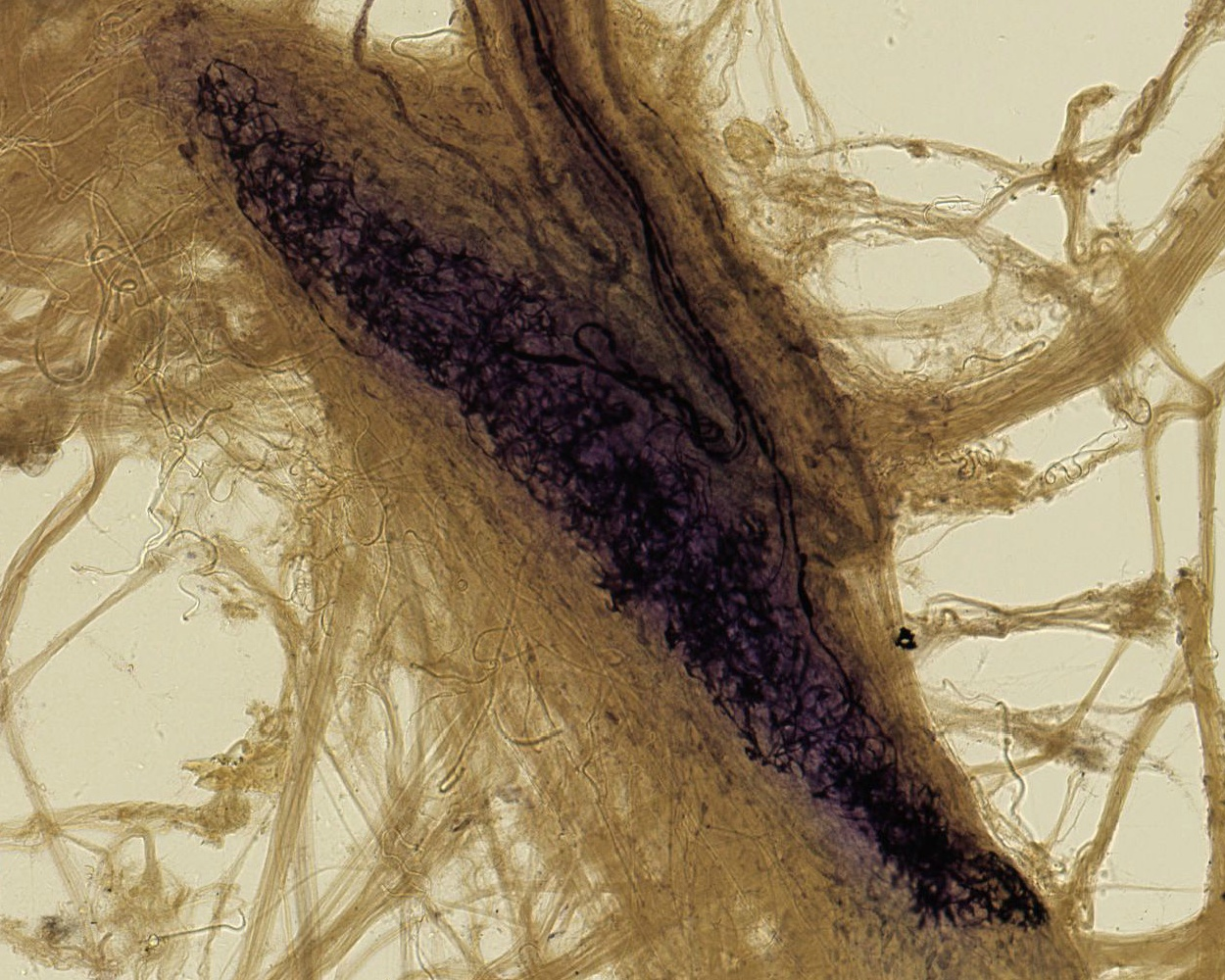
Corpuscolo di Ruffini dall'immagine originale inviata da Ruffini a Sir Charles Sherrington

## Funzione
Questi recettori fusiformi sono molto sensibili ed implicati nella recezione di segnali di stiramento della cute, così come di piegamento delle unghie. Contribuiscono al senso cinestetico di controllo e di posizione delle dita, e dei movimenti relativi. 
Sono particolarmente concentrati a livello delle articolazioni e in prossimità delle unghie e sono caratterizzati da un lento adattamento e da campi recettivi di grosse dimensioni, quindi implicati nella percezione tattile protopatica (ossia grossolana). La loro presenza a livello cutaneo è assolutamente eccezionale.
Si ritiene che siano utili nel controllare lo scivolamento degli oggetti lungo la superficie della pelle, permettendo così di modulare la presa su un oggetto.
I corpuscoli di Ruffini rispondono alla pressione prolungata e mostrano molto poco adattamento.

Le terminazioni di Ruffini si trovano negli strati profondi della cute e registrano la deformazione meccanica all'interno delle articolazioni, più specificamente la variazione angolare, con una specificità che può arrivare fino a 2 gradi, nonché la pressione continuata.

Essi fungono anche da termocettori, specializzati per la sensibilità termica al caldo.

Le temperature comprese tra i 20 °C e i 45 °C determinano la stimolazione dei corpuscoli di Ruffini.
Il massimo della sensibilità dei recettori sembra essere compreso tra i 37 °C ed i 40 °C.
Una caratteristica di questi recettori è data dal loro ritornare ad attivarsi fortemente a temperature comprese tra i 46 °C e i 50 °C, dopo un loro 'spegnersi' intorno ai 45 °C. Questa caratteristica comporta il fenomeno del cosiddetto ‘freddo paradosso’ che si produce nel corso di una doccia bollente.